# Campona
Campona era un fortino romano di truppe ausiliarie che faceva parte della catena di postazioni militari presenti lungo il limes danubiano nel settore pannonico. Si trova in località Nagytétény, poco a sud della capitale dell'Ungheria, Budapest, una volta fortezza legionaria e capitale della provincia romana di Pannonia inferiore (l'antica Aquincum).

## Forte
Campona era un forte ausiliario che si trovava nei pressi di Nagytétényssä, lungo il fiume Danubio a circa 8 km a sud-ovest del più vicino presidio romano ad Albertfalva. La prima costruzione, in terra e legno, risalirebbe all'imperatore Domiziano. Qui fu posizionata un'unità di cavalleria, l'Ala I Tungrorum Frontoniana, a guardia della popolazione celtica degli Eravisci e che fu trasferita dalla vicinaAquincum. Le dimensioni del forte erano di 178 x 200 metri.
Il forte fu ricostruito in pietra nelle stesse dimensioni del precedente in terra-legno, in seguito all'arrivo della nuova unità alare formata da nativi della Tracia, lAla I Thracum Veterana sagittariorum cives Romanorum (sotto Antonino Pio). Kocsis vede la distruzione della fortezza durante la guerre marcomanniche (166-180) come la causa per la costruzione in pietra.
Si trattava di un castrum negli standard di tanti altri presenti lungo il limes pannonicus dello stesso periodo, con gli angoli arrotondati e circondato da un doppio fossato. Ai quattro angoli sorgeva una torre trapezoidale. Il progetto vide anche una particolare difesa di fronte a ciascuno dei due lati longitudinali delle portae principalis dextra e sinistra, affiancata da due torri di 4 × 3,5 metri metri di base. Il lato dove sorgeva la Porta Praetoria si trovava di fronte al nemico, che in questo caso erano i sarmati Iazigi, su lato orientale del Danubio. In una fase successiva della costruzione, il forte fu dotato di due torri supplementari intermedie in ciascuno dei suoi quattro lati, sporgenti verso l'interno. Alla fine del II secolo o agli iniz del III secolo, le due torri ai lati del settore della Porta Praetoria furono trasformate in torri sporgenti semicircolari. Fülep ha suggerito che lo stesso potrebbe essere accaduto anche alle torri lungo il lato opposto della Porta Decumana, e quindi per le torri angolari a nord-ovest ed a nord-est.
Fu gravemente danneggiato dai sarmati Iazigi attorno al 322, durante il regno di Costantino il Grande, e poco dopo ricostruito (forse durante il regno di Costantino II). In questa circostanza le torri ricostruite a "ferro di cavallo" o a "ventaglio", il fossato più interno riempito, mentre due nuovi fossati più esterni furono scavati attorno alle mura grazie anche al supporto di vexillationes della legio I Adiutrix di stanza ad Aquincum.
In questa circostanza o subito dopo, i due ingressi laterali furono chiusi, quelli che correvano lungo la via Principalis. Vi è da aggiungere che al tempo dell'Imperatore Valentiniano I, probabilmente durante le campagne militari condotte contro Quadi e Iazigi (374-375), vennero realizzate opere di restauro alla Porta Decumana ad "U", come è emerso nel corso degli scavi del 2005 e dalle numerose tegulae che riportano la scritta con il nome dell'allora governatore della Pannonia Terentius. L'archeologia moderna ha dimostrato, infine, che questo forte era ancora in uso attorno al 400.

## Resti archeologici
Ciò che rimane oggi dell'antico forte sono: parte dei Principia, il palazzo che era la sede della guarnigione. Resti di due abitazioni del periodo post romano (fine del V secolo), appartenenti alle popolazioni sarmate o degli Unni.
Kocsis è stato in grado di scoprire che, a fianco della Via Praetoria che correva dalla Porta Praetoria ai Principia, lungo entrambi i lati vi era un colonnato largo 7,70 metri. E sembra anche che, quando il forte cessò di esistere con la fine della dominazione romana, sul suo sito venne stabilito un oppidum fortificato civile, come testimoniano numerosi reperti del V secolo. Infine, i bastioni della porta orientale e meridionale furono restaurati ed oggi sono oggetto di visita da parte dei turisti.
Nel 1887 è stato inoltre trovato un tesoretto di circa 10.000 monete in bronzo del IV secolo, non molto distante dalla Via Praetoria, che si ritiene dovesse essere utilizzato per finanziare le truppe della guarnigione del forte. Su numerose monete troviamo le scritte Providentiae Augg Caess, databili al regno dell'imperatore Costantino il Grande (324-337), forse e più precisamente ad una invasione storicamente documentata dei Sarmati nell'anno 333. Si trova ora presso il Museo Nazionale Ungherese a Budapest.

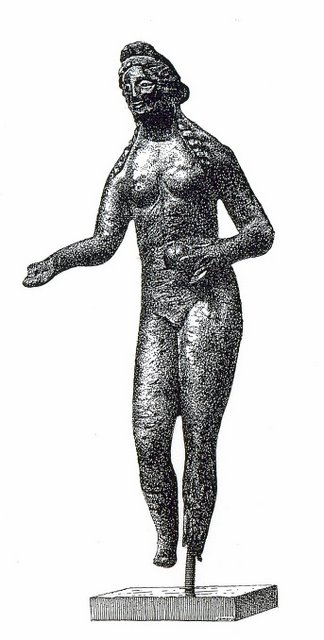
Venere di Campona (alta 18,3 cm) scoperta nel 1953. Risalirebbe al periodo delle guerre marcomanniche per la sua possibile somiglianza con Faustina minore, moglie di Marco Aurelio.